# Questione morale

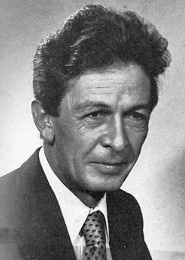
Enrico Berlinguer, considerato il "padre" della questione morale, in una foto del 1976

Questione morale è un'espressione della lingua italiana, appartenente al lessico politico, nonché a quello filosofico. Con essa, originariamente, si indicava la necessità di non utilizzare il potere pubblico per celare delitti; dagli anni Settanta in poi, fu invocata per sollecitare l'impegno, da parte dei partiti politici, al rispetto dei principi di onestà e correttezza nella gestione del denaro pubblico denunciando i pericoli della cleptocrazia.

## Fine Ottocento
Felice Cavallotti coniò il sintagma nel titolo del suo pamphlet "Per la Storia: La Questione Morale su Francesco Crispi nel 1894-1895", edito nel 1895 per denunciare il malgoverno dell'epoca crispina. Sulle implicazioni di quella denuncia, in particolare, scrisse dapprima Arturo Carlo Jemolo, ma nel prosieguo la storiografia si è assestata nel considerare quel filone presente nella storia d'Italia dell'ultimo secolo.

## Anni Venti
(Benito Mussolini, discorso del 3 gennaio 1925)
L’8 gennaio 1925 nel Manifesto dell’Aventino sulla reazione del regime fascista al delitto Matteotti si affermava, tra l'altro, che «il paese intuisce, il paese ha capito che il governo, incastrato sulla questione morale, fa uno sforzo supremo per sfuggire al verdetto della pubblica opinione, sbarrare la strada a chi ricerca la verità e
la giustizia […] La battaglia sulla questione morale è ben vinta ed invano il governo tenta di trasformarla in una battaglia di forze materiali» («L’Unità», 9 gennaio 1925).
In effetti, il termine era entrato nell'uso della stampa, nel semestre precedente, a partire dalla scoperta del delitto Matteotti e dai crescenti sospetti di un'ostruzione del corso della giustizia da parte del Governo. In risposta a queste polemiche, Giovanni Gentile aveva nello stesso periodo reagito contro "un quacquerismo di cui gli italiani non avevano avuto esempio. Ecco sempre la solita questione morale, con cui in Italia c'è cercato sempre di scrollare i governi forti, che avessero una certa consapevolezza di quel che sia lo Stato, che se non è forte, non è Stato".
La riemersione della questione, successivamente alla caduta del fascismo, portò la Corte d'assise di Roma a dichiarare l'ascrivibilità piena del delitto al fascismo, confermando quanto sostenuto dalle Opposizioni aventiniane dopo la sentenza dell'Alta Corte su Emilio De Bono: ciò ha portato a ritenere che "il fascismo fu un patto collettivo fondato su un omicidio, sul corpo orribilmente straziato di un rappresentante del popolo. E dunque, il cemento di quel patto non fu solo una comunanza di idee, una visione del mondo più o meno criticabile, ma una profonda, inconfessabile lesione morale, che ancora oggi fatica ed essere ben delineata".

## Anni Cinquanta

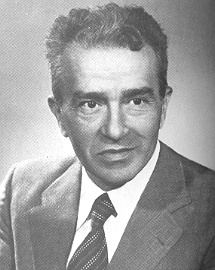
Pietro Ingrao, probabilmente il primo ad usare la locuzione nel secondo dopoguerra

Il primo ad utilizzare la locuzione nel secondo dopoguerra risulta essere Pietro Ingrao, come è riemerso negli anni 2010: in un articolo su L'Unità, riferendosi al caso Montesi, in cui era coinvolto il figlio di un noto esponente democristiano, Attilio Piccioni, Ingrao ebbe a scrivere che il caso era diventato «una seria questione morale» a causa di un «torbido settore di affari equivoci e di corruzione, che sconfina nel mondo politico ufficiale».

## Anni Settanta
La ripresa dell'espressione negli anni Settanta è attribuita giornalisticamente ad Enrico Berlinguer, ma la vera paternità è incerta.
Il primo riscontro in un giornale nazionale si trova in un editoriale di Arrigo Benedetti del 1970. In seguito, l'espressione fu riportata anche da Luigi Pintor, Mario Gamba e Diego Novelli. A darne la spiegazione più celebre fu l'allora segretario del PCI Enrico Berlinguer, che, dopo averla pronunciata in un comizio per la prima volta nel 1979, ne fornì un'esegesi in un'intervista ad Eugenio Scalfari il 28 luglio del 1981.

### Definizione di Berlinguer

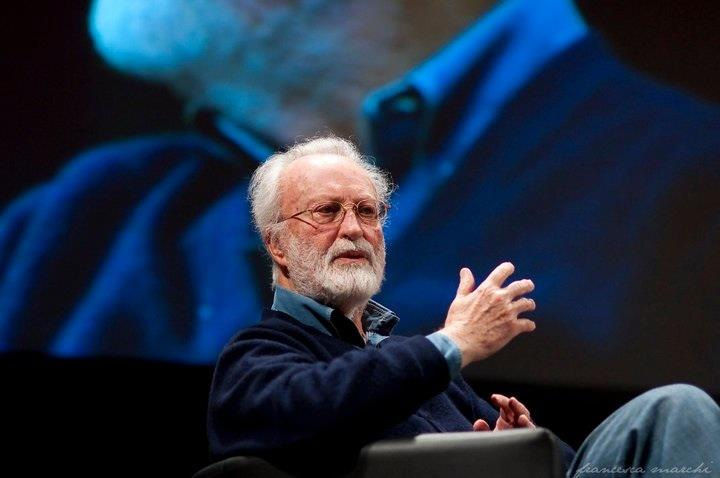
Eugenio Scalfari, interlocutore di Berlinguer nella celebre intervista del 1981

Nell'intervista ad Eugenio Scalfari, Il politico comunista definì l'espressione come l'occupazione dello stato da parte dei partiti governativi e delle loro correnti, i quali oggi sono soprattutto macchine di potere e di clientela, privi di ideali, senza sentimento e passione civile. 
Si tratterebbe quindi una sorta di critica agli allora partiti di maggioranza, considerati colpevoli di commistioni con i forti interessi privati.
Venne quindi affermato una sorta di "mito della diversità", secondo il quale il partito comunista fosse l'unico veramente distante da queste dinamiche di potere. E poi continuò: "per la DC: Bisaglia in Veneto, Gava in Campania, Lattanzio in Puglia, Andreotti nel Lazio, Gaspari in Abruzzo, Forlani nelle Marche e così via. Ma per i socialisti, più o meno, è lo stesso e per i socialdemocratici peggio ancora...".
Lo scenario descritto da Berlinguer, che all'epoca non ebbe di fatto dei veri e propri riscontri oggettivi, venne poi a galla in seguito allo scandalo Tangentopoli, nel 1992, che certificò una fitta rete di collusioni stabilitasi tra il mondo delle istituzioni e quello dell'imprenditoria.

### Ripercussioni economiche

#### Il debito pubblico
Il clientelismo inoltre venne additato come la causa principale della crescita del debito pubblico che dal 32% del 1960 si attestava nel 1981 a circa il 62%. Era dunque necessario rallentare la dinamica perversa della spesa pubblica, e formare nuove risorse e nuove fonti di lavoro come approvvigionamento di nuove ricchezze.
Il debito pubblico venne definito come divoratore delle risorse dello Stato.
In conseguenza di ciò, a partire dagli anni 2000, l'espressione viene anche utilizzata per descrivere il problema stesso del debito pubblico, in particolare sul fatto che sia morale o meno far gravare il suo peso sulle generazioni future.

#### L'inflazione
Sempre secondo Berlinguer, l'attività governativa democristiana e dei partiti alleati avrebbe anche leso l'economia nazionale a tal punto da essere costretti ad una continua svalutazione, che ha generato la forte inflazione dei primi anni ottanta, diventata ingestibile.
L'inflazione, nella misura in cui, a causa dei costi eccessivi, non consente alle fasce sociali meno abbienti di soddisfare i bisogni primari, è considerata nemica della questione morale stessa.

### Critiche
Alcuni comunisti rivali del leader all'epoca (soprattutto Giorgio Napolitano), contestarono aspramente questa posizione, sostenitore invece di una possibile convergenza con il PSI.
Nella seconda metà degli anni ottanta, dopo la scomparsa di Enrico Berlinguer, anche il dirigente comunista Gian Carlo Pajetta criticò apertamente questa visione.

### Posizioni favorevoli
All'epoca dell'intervista, alcuni ex militanti del partito espressero pareri favorevoli alla questione morale, un particolare elogio venne fatto da Giovanni Baltaro, che la considerò "argomento vitale" per la storia del partito.
Tra gli esponenti politici più favorevoli, negli anni successivi alla morte di Berlinguer, vi furono alcuni esponenti del cosiddetto migliorismo, tra cui Enrico Morando, che la definì uno dei valori del PD, e Piero Fassino, che la invocava come uno dei principali valori della sua vita politica.

## Successivo utilizzo in politica

### Anni Ottanta
In Italia il termine è stato di sovente utilizzato da Giovanni Spadolini nelle sue vesti di Presidente del Consiglio e di Ministro della Difesa negli anni ottanta: «I repubblicani riaffermano la necessità di scelte politiche commisurate al carattere essenzialmente politico della questione morale. A cominciare da quelle aree del parastato e dell'economia pubblica che debbono essere liberate da tutti gli inquinamenti corruttori della tangentocrazia e della cleptocrazia». In tal modo Spadolini declinava l'imparzialità delle istituzioni pubbliche nelle questioni morali - invocata sin dall'opera di Giuseppe Mazzini e dalla polemica liberale contro lo Stato etico "motivata dal convincimento che non si devono trasferire al governo poteri morali e pedagogici che non gli appartengono" - in una deontologia necessaria per il titolare di cariche pubbliche.

### Anni 1990-2020
Uno dei politici che portò avanti questa idea fu Francesco Rutelli, che negli anni novanta citò più volte l'espressione, e la riprese anche nel 2013, durante una dura critica all'allora sindaco di Roma Gianni Alemanno.
La questione venne nuovamente citata prima delle elezioni politiche italiane del 2008 da Massimo D'Alema, ammettendo tuttavia che però la problematica riguarda anche lo stesso PD. Nel 2012 lo stesso Eugenio Scalfari la ridefinisce nel suo saggio La questione morale. La storica intervista di Eugenio Scalfari, in cui ripercorre quella storica intervista del 1981.

### Anni 2020-presente
Negli anni 2020 Giuseppe Conte, segretario del M5s la cita in vari comizi, e ne fa uno dei punti chiave del proprio programma.
Nel 2023 Elly Schlein, segretaria del Partito Democratico, la cita in relazione agli scandali verificatisi in Sicilia. da questa "comunione di intenti", e anche a causa della contrarietà al sistema ad aliquota unica, che si forma l'idea di un'alleanza che prenderà vita con il cosiddetto Modello Foggia, un "campo largo" formato dalle più grandi forze politiche progressiste.

### Evoluzioni e conseguenze
La teorizzazione della questione morale ebbe negli anni successivi delle ripercussioni sull'attività legislativa: nel 1990 venne istituita l'Autorità garante della concorrenza e del mercato, e nel 1997 l'Autorità per le garanzie nelle comunicazioni.
Successivamente, al fine di combattere la corruzione in maniera più efficace, nel 2014 venne creato un nuovo ente con il compito specifico di verifica delle procedure inerenti ai contratti pubblici, chiamato ANAC, con compiti di indagine e di prevenzione, guidato inizialmente dal magistrato Raffaele Cantone.

## Opinioni sulla questione morale
- Marco Damilano: Sulla diversità etica dei suoi dirigenti il PCI ha costruito un bel pezzo della sua identità negli anni.[48]
- Gianluca Panciroli: È l'idea nobilissima di una politica intesa come sacrificio, sofferenza, abnegazione, servizio.[49]
- Michele Prospero: La questione evita il manifestarsi dell’alterazione dei normali meccanismi vigenti, nel terreno divenuto classico del regime parlamentare, risultante dalla combinazione della forza e del consenso che si equilibrano variamente.
- Monica Valendino: È un concetto che non riguarda soltanto la politica, ma anche gli enti di previdenza, le banche, le aziende pubbliche, gli istituti culturali, gli ospedali, e le università.
- Marco Belpoliti: A distanza di 40 anni la questione morale è ancora attuale.